# Валегранде (Виченца)
Валегранде је насеље у Италији у округу Виченца, региону Венето.
Према процени из 2011. у насељу је живело 69 становника. Насеље се налази на надморској висини од 92 м.